# Iván Granda
Iván Xavier Granda Molina (Cuenca, 14 de abril de 1978) es un abogado ecuatoriano. Desempeñó el cargo de Ministro de Inclusión Económica y Social de Ecuador desde octubre de 2019 hasta septiembre de 2020.Actualmente se desempeña como Asesor del Secretario General de la OEA, Luis Almagro desde el 2 de febrero de 2021.

## Biografía

### Educación
Realizó sus estudios universitarios en la Universidad del Azuay de Cuenca - Ecuador, donde obtuvo el título de doctor en jurisprudencia y abogado de los tribunales de la República en el año 2005. También cursó una especialización superior en derechos humanos en la Universidad Andina Simón Bolívar que culminó en el año 2006. Asimismo, concluyó los estudios de una especialización en derecho penal en la Universidad del Azuay en 2008. Fue catedrático de Derechos Humanos y Migración en la Universidad de Cuenca.Cursa estudios de maestría en Derecho con mención en Magistratura y Derecho Judicial en la Universidad Espíritu Santo/Universidad de Génova.

## Vida política
Fue elegido concejal del cantón Cuenca en 2014, participando en las elecciones junto al movimiento político Alianza PAIS, donde también desempeñaba el cargo de director cantonal. En 2015 presenta su renuncia al cargo y se desafilia de este partido. Formó parte del Concejo hasta el año 2018, cuando fue convocado para integrar el equipo de la Secretaría Particular de la Presidencia con el cargo de Subsecretario de Alineación Política 2018 - 2019.

### Secretaría Anticorrupción
Durante su desempeño en la Secretaría Anticorrupción 2019, presentó un proyecto de reformas a la Ley Orgánica de la Función Judicial en el año 2019. Este proyecto, entre otras cosas, propone un cambio para que existan judicaturas especializadas en casos anticorrupción.
El 1 de octubre de 2019, como Secretario Anticorrupción presentó ante la Asamblea Nacional del Ecuador el proyecto de Ley de Extinción del Dominio, construida con la colaboración de Naciones Unidas, Banco Mundial y la iniciativa Stolen Asset Recovery. La ley fue aprobada el 23 de abril de 2021 por dicho organismo.

### Ministro de Estado
El 18 de octubre de 2019 fue designado como Ministro de Inclusión Económica y Social, MIES bajo el mando del presidente Lenin Moreno Garcés. Como primera autoridad del MIES presentó un proyecto de reformas al Código de la Niñez y Adolescencia en el capítulo de adopciones. 
Como ministro enfrentó la pandemia del COVID19 con tres políticas concretas: 
- Fue el primer gobierno en Latinoamérica, a través de su ministerio en tomar la decisión de aislar las casas de acogida de adultos mayores. Se generaron lineamientos e instructivos acordes a los protocolos del Ministerio de Salud, con la finalidad de resguardar y proteger a la población adulta mayor de los servicios de atención y cuidado.

- Alimentación durante la cuarentena a través de la iniciativa ¨Dar una mano sin dar la mano¨, que consistía en la donación de kits de alimentación por parte de los ciudadanos, adquiridos en las cinco principales cadenas de supermercados del país, a precios solidarios, y entregados a las familias más vulnerables. Proyecto liderado por el equipo técnico del MIES, en coordinación con la Policía Nacional, el Ejército, la Iglesia, el Banco de Alimentos de Guayaquil, alcaldías, prefecturas y demás organizaciones. En total se entregaron 1 millón 600 mil kits alimenticios en los momentos más duros de la emergencia sanitaria a las familias más vulnerables del Ecuador, gracias a las donaciones del sector privado, público y sociedad civil.

- Creación del Bono de Emergencia por el COVID19, duplicando el número de asistencias sociales en el Ecuador a los más pobres del país. Para evitar la aglomeración durante los días más duros de la pandemia, lideró en conjunto con la banca, el número de tiendas de barrio para el cobro de este bono, dinamizando la economía barrial y precautelando la salud durante el aislamiento social. Poco antes de un año de gestión presentó su renuncia como ministro, dejando el cargo el 4 de septiembre de 2020.[11]